# Représentations diplomatiques en Zambie

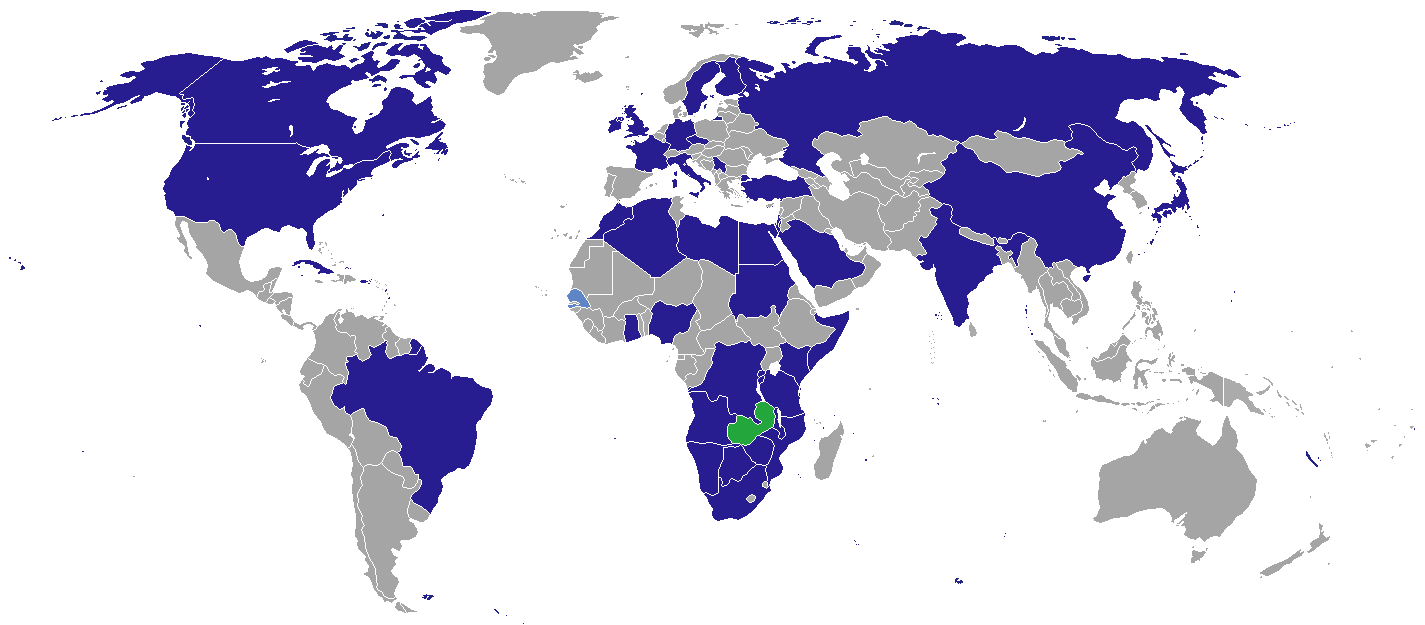
Carte des représentations diplomatiques en Zambie

Ceci est une liste des représentations diplomatiques en Zambie. La capitale Lusaka abrite actuellement 41 ambassades et hauts-commissariats.

## Ambassades et hauts-commissariats à Lusaka

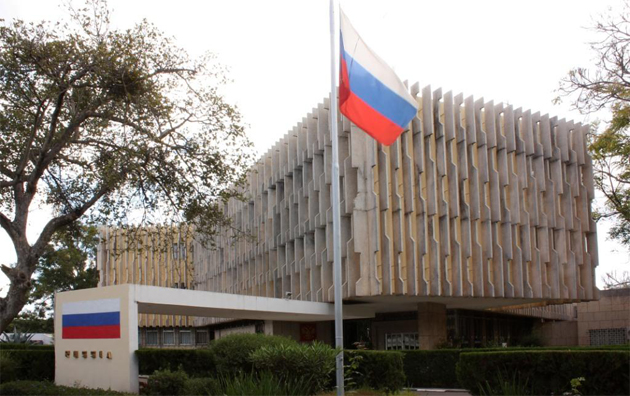
Ambassade de Russie à Lusaka

| - Afrique du Sud - Algérie - Allemagne - Angola - Arabie saoudite - Palestine - Botswana - Brésil - Burundi - Canada - Chine - Cuba - Égypte - États-Unis - Finlande - France - Ghana - Inde - Irlande - Italie - Japon | - Kenya - Libye - Malawi - Maroc - Mozambique - Namibie - Nigeria - République démocratique du Congo - Tchéquie - Royaume-Uni - Russie - Rwanda - Serbie - Somalie - Soudan - Suède - Tanzanie - Turquie - Vatican - Zimbabwe |

## Consulat général à Lusaka
- Sénégal

## Autres missions à Lusaka
- Union européenne (Délégation)

## Ambassades et hauts-commissariats non résidents

### Résident àPretoria,Afrique du Sud
- Argentine[2]
- Croatie
- Lesotho
- Mexique[3]
- Pologne[4]
- Roumanie[5]
- Eswatini
- Slovaquie[6]
- Trinité-et-Tobago[7]
- Ukraine[8]

### Résident àHarare,Zimbabwe
- Australie[9]
- Espagne[10]
- Grèce[11]
- Indonésie
- Malaisie
- Pays-Bas [12]
- Portugal [13]
- Suisse[14]

### Résident àDar es Salaam,Tanzanie
- Danemark (Dar es Salam)[15]

### Résident àNairobi,Kenya
- Autriche
- Chypre (Nairobi)[16]
- Israël (Nairobi)[17]